# Cratere Apt
Apt  è un cratere sulla superficie di Marte.